# Alnus firma
Alnus firma är en björkväxtart som beskrevs av Philipp Franz von Siebold och Joseph Gerhard Zuccarini. Alnus firma ingår i släktet alar, och familjen björkväxter. Inga underarter finns listade.
Arten förekommer i Japan. Den räknas även på Koreahalvön som inhemsk på grund av att den introducerades för flera hundra år sedan. Alnus firma hittas i områden med sandig eller annan näringsfattig grund. Trädet blir maximalt 15 meter högt.

## Bildgalleri

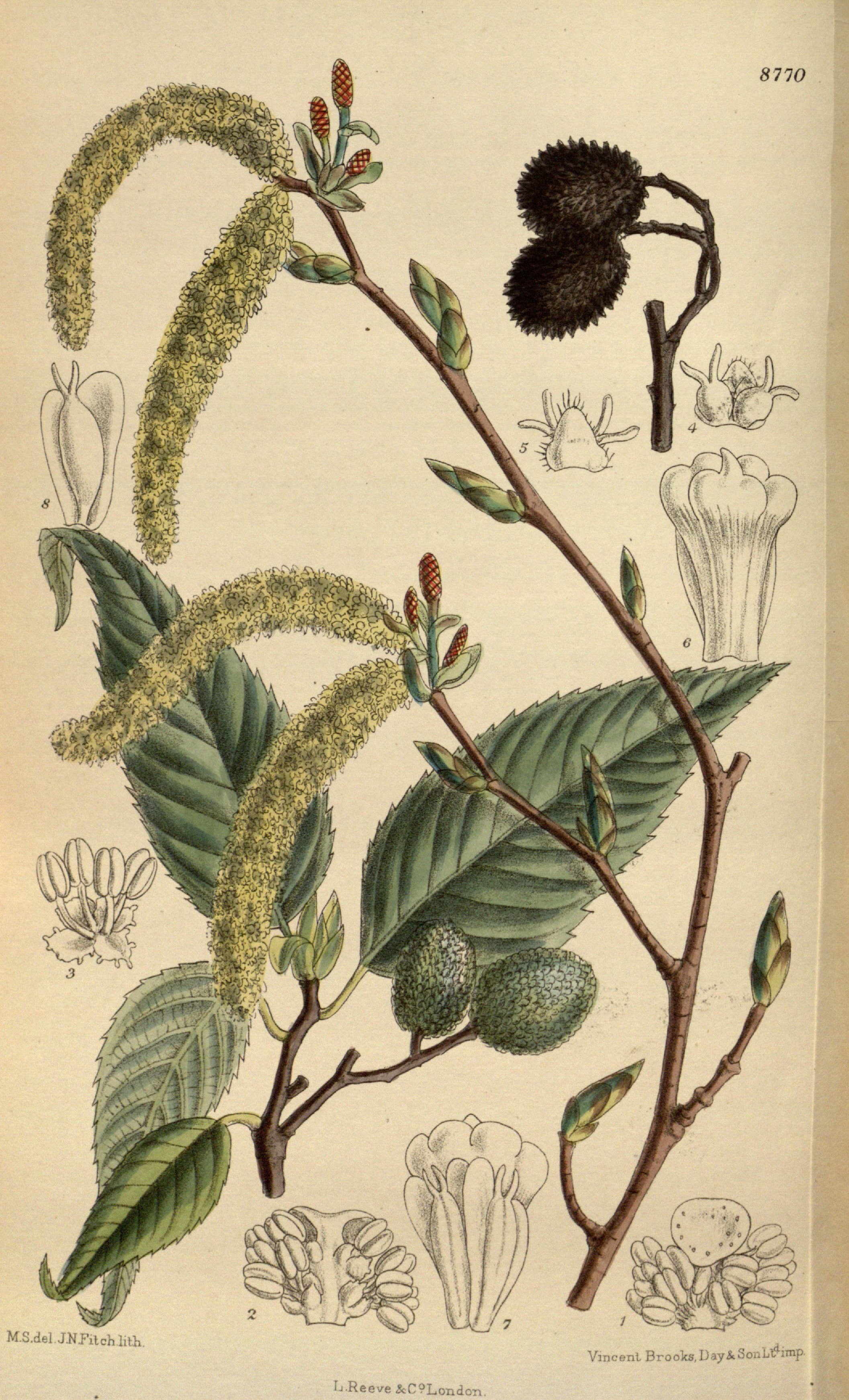